# Gymnocalycium marsoneri
Gymnocalycium marsoneri är en kaktusväxtart som beskrevs av Fric och Y. Itô. Gymnocalycium marsoneri ingår i släktet Gymnocalycium och familjen kaktusväxter.

## Underarter
Arten delas in i följande underarter:
- G. m. marsoneri
- G. m. matoense

## Bildgalleri

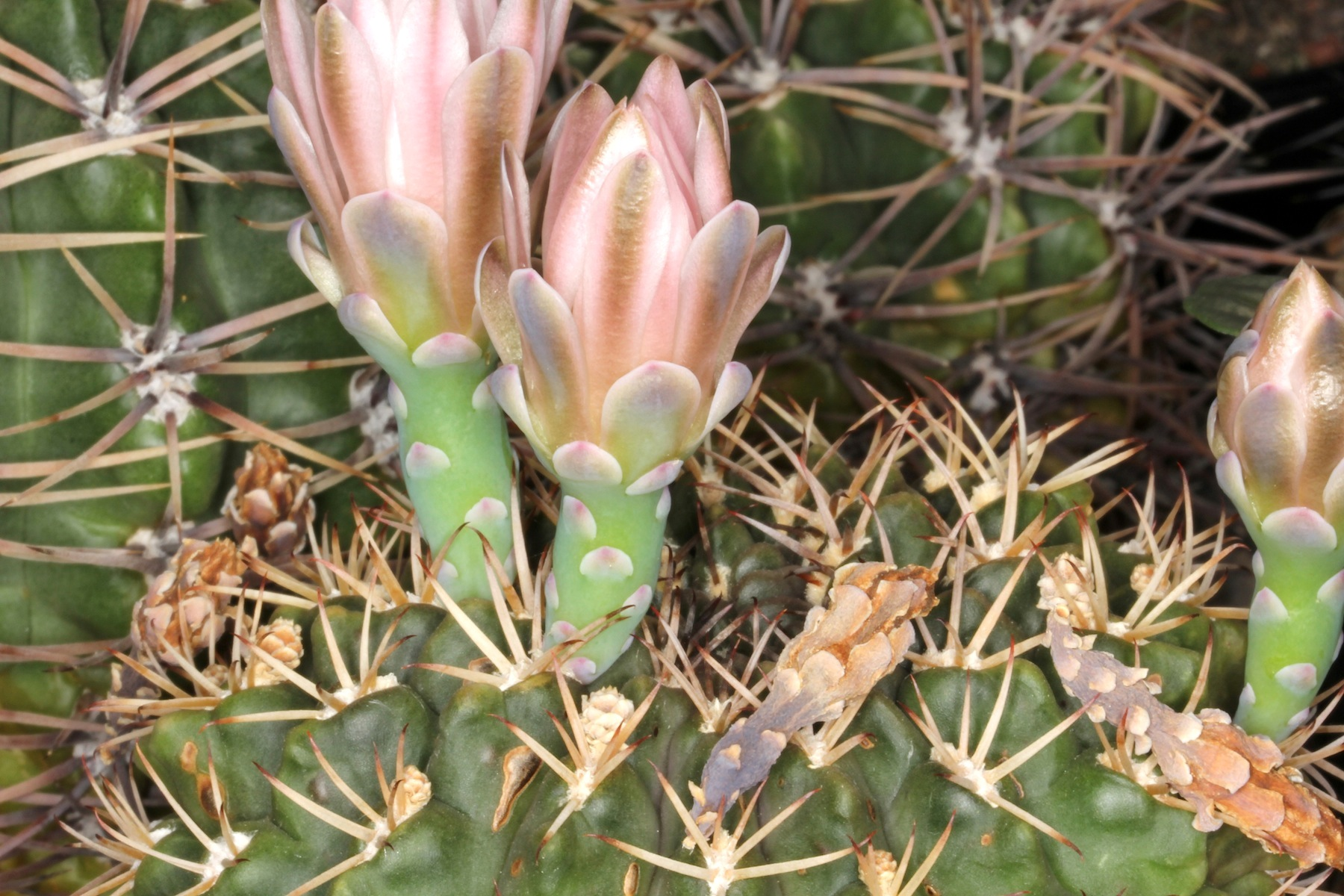